# 6538-as mellékút (Magyarország)
A 6538-as számú mellékút egy közel 28 kilométer hosszú, négy számjegyű mellékút Tolna vármegye déli szélén, a Völgységben; Bonyhádot köti össze a tőle északnyugati irányban fekvő településekkel és a Kapos völgyével. Egy rövid szakaszon Baranya vármegye északi részének külterületeit is érinti, de lakott területekkel ott nem találkozik.

## Nyomvonala
A 6529-es útból ágazik ki, annak nagyjából az 550-es méterszelvényénél, a Bonyhádhoz tartozó Majos település központjának délnyugati részén. Észak felé indul, V. utca, majd X. utca néven; 1,1 kilométer után lép ki a lakott területről. Északnyugati irányba fordul, és a harmadik kilométerének elérése előtt átlép Aparhant területére. 4,4 kilométer után éri el Hant településrész délkeleti szélét, ahol a Petőfi utca nevet veszi fel, majd 5,6 kilométer után északnak fordul. Egy darabig még Petőfi nevét viseli, majd a Kossuth utca névre vált, Apar településrészen már így húzódik. 7 kilométer után lép ki a községből, 8,1 kilométer után pedig kiágazik belőle északkelet felé a 4,5 kilométer hosszú 65 164-es út – ez a zsákfalunak tekinthető Nagyvejke központjába vezet, Mucsfa területét is érintve.
8,3 kilométer után Mucsfa területére lép az út, a községet 10,6 kilométer után éri el. Szabadság utca néven halad át a kelet-nyugati irányban elnyúló község keleti szélén, nagyjából északnyugati irányt követve. 11,8 kilométer után éri el Kisvejke határát, egy rövid szakaszon a határvonalat kíséri, de a 12. kilométer után nem sokkal már teljesen az utóbbi község területén halad. 13,4 kilométer után éri el a lakott területeket, ott Rákóczi utca néven folytatódik, a központban pedig, 13,9 kilométer után egy elágazáshoz ér: északnyugat felől a 6537-es út torkollik bele, közel 6 kilométer megtétele után, a 6538-as pedig nyugat-délnyugat felé folytatódik, változatlanul Rákóczi utca néven, míg – a 14,3 kilométert elérve – ki nem lép a településről.
15,8 kilométer után eléri Lengyel határszélét, egy darabig a határvonalat kíséri, majd a 17. kilométere után ér teljesen ennek a községnek a területére lép. 17,2 kilométer után újabb elágazáshoz ér: az eddigi, nyugat-délnyugati irányt követő út a továbbiakban a 65 163-as számozást viseli – ez vezet be Lengyel lakott területére –, a 6538-as pedig északnyugatnak folytatódik. 21,3 kilométer után eléri Mekényes határát, egy rövid szakaszon a település külterületeinek északkeleti csücskében húzódik – ott ágazik ki belőle, a 21+650-es kilométerszelvénye táján – a 6539-es út, de 21,9 kilométer után pedig átlép Mucsi területére.
Ez utóbbi község lakott területeit nem érinti, 24,5 kilométer után már Kurd területére ér. A 26+750-es kilométerszelvénye közelében lép be a település lakott területeire, Kálvária utca néven, majd az utolsó néhány száz méteren mellé simul a MÁV 40-es számú Pusztaszabolcs–Pécs-vasútvonala. A 6532-es útba beletorkollva ér véget, annak 11+600-as kilométerszelvényénél.
Teljes hossza, az országos közutak térképes nyilvántartását szolgáló kira.gov.hu adatbázisa szerint 27,652 kilométer.

## Települések az út mentén
- Bonyhád-Majos
- Aparhant
- Mucsfa
- Kisvejke
- Lengyel
- (Mekényes)
- (Mucsi)
- Kurd